# Cape Coast-i főegyházmegye
A Cape Coast-i főegyházmegye (latinul: Archidioecesis A Litore Aureo) egy római katolikus érsekség, amelynek székhelye a ghánai Cape Coastban található. A főegyházmehgye joghatósága a ghánai központi régió egy részét fedi le. A főegyházmegyének két szuffragán egyházmegyéje van, a Sekondi-Takoradi és a Wiawsói egyházmegye.

### Története
XIII. Leó pápa 1879. február 2-án alapította meg az Aranyparti apostoli prefektúrát. 1901. május 25-én apostoli vikariátussá emelték. A Laeto accepimus pápai bullával 1950. április 18-án metropolita érsekségi rangra emelték.

## Főpapok

### Gold Coast apostoli prefektusai
- Ange Gaudeul S.M.A. (1877-1886, meghalt)
- Joseph Pellat S.M.A. (1886–1893, meghalt)
- Jean-Marie Michon S.M.A. (1894-1895, meghalt)
- Maximilian Albert S.M.A. (1895. szeptember 16. – 1901. május 25.)

### Gold Coast apostoli vikáriusai
- Maximilian Albert S.M.A. (1901. május 25. – 1903. december 5., meghalt)
- Isidore Klaus S.M.A. (1904. március 4. – 1905. november 20., meghalt)
- François-Ignace Hummel S.M.A. (1906. március 6. – 1924. március 13., meghalt)
- Ernest Hauger S.M.A. (1925. február 13. – 1932. november 14., lemondott)
- William Thomas Porter S.M.A. (1933. április 25. – 1950. április 18.)

### Cape Coast érsekei
- William Thomas Porter S.M.A. (1950. április 18. – 1959. május 15., lemondott)
- John Kodwo Amissah (1959. december 19. – 1991. szeptember 22., meghalt)
- Peter Turkson bíboros (1992. október 6. – 2009. október 4., akkoriban az Igazságosság és Béke Pápai Tanácsának elnöke)
- Matthias Kobena Nketsiah (2010. május 31.–2018. május 11.)
- Gabriel Charles Palmer-Buckle (2018. május 11. óta hivatalban)

## Fordítás
- Ez a szócikk részben vagy egészben  az   Erzbistum Cape Coast című német Wikipédia-szócikk ezen változatának fordításán alapul.  Az eredeti cikk szerkesztőit annak laptörténete sorolja fel. Ez a jelzés csupán a megfogalmazás eredetét és a szerzői jogokat jelzi, nem szolgál a cikkben szereplő információk forrásmegjelöléseként.